# Tinzeda lobata
Tinzeda lobata är en insektsart som först beskrevs av Brunner von Wattenwyl 1878.  Tinzeda lobata ingår i släktet Tinzeda och familjen vårtbitare. Inga underarter finns listade i Catalogue of Life.